# 春三園
春三園（英語：Chun Sam Yuen）是香港新界荃灣一條原居民村，隸屬於荃灣鄉事委員會的海壩村南台，以「海壩春三園」作正式名稱。春三園位於芙蓉山南麓，馬閃排路以北，是一條重置的村落，建有8間丁屋，與同為重置的白田壩村和馬閃排村相鄰。

## 歷史

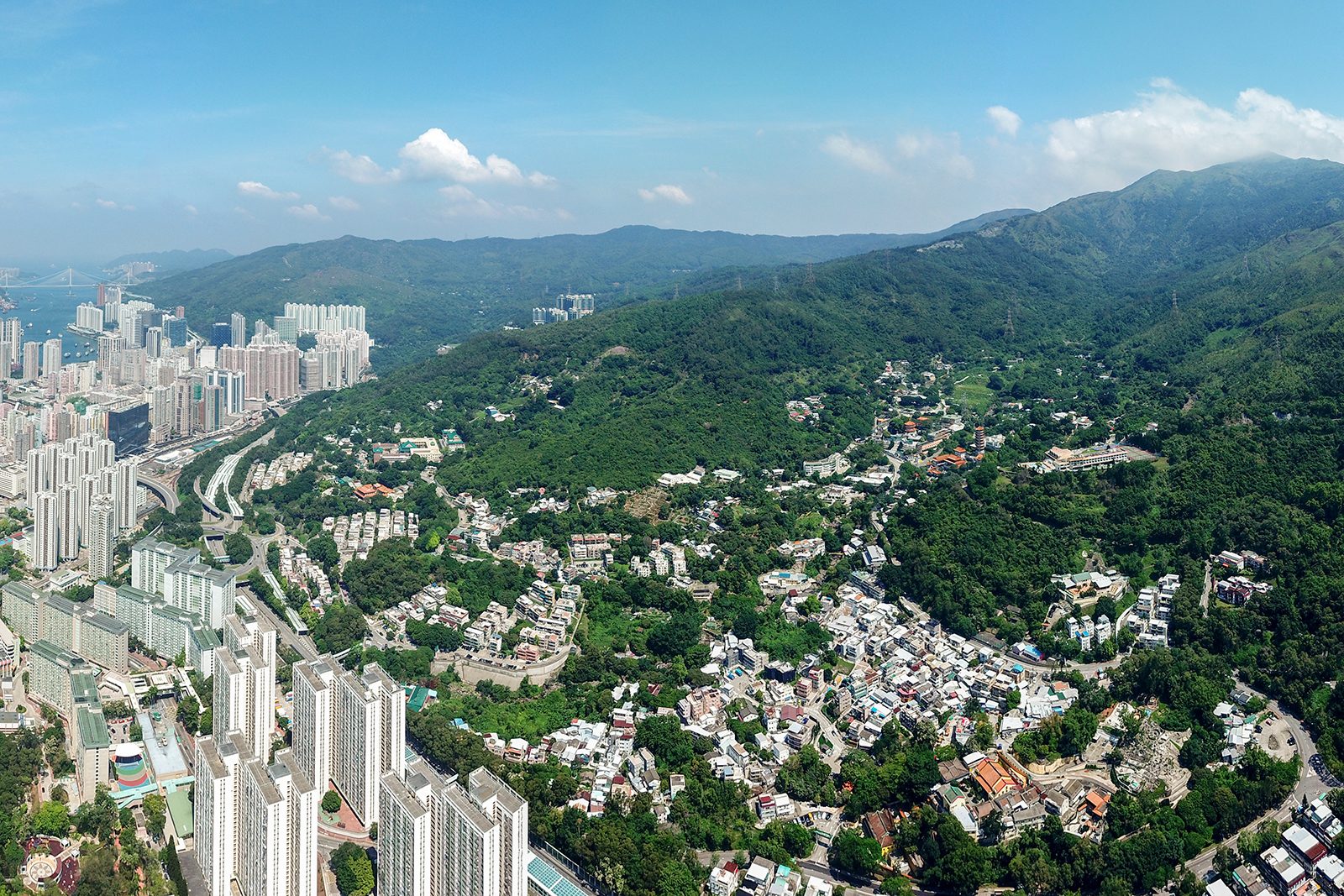
芙蓉山

春三園原本是一座坐落於原上海壩的大宅，位於荃灣青山公路和眾安街交界（現今荃豐中心一帶）的小丘上。春三園由葉氏家族建於1914年，因紀念業主葉錦全父親而得名。大宅佔地約五萬呎，有一個大花園及三幢共三千呎的相連大屋。大宅外的牌樓前面刻上「春三園」，背面刻上「南陽堂」。

葉錦全是海壩村原居民，荃灣著名鄉紳，有九個子女。葉氏在荃灣是一個具有名氣的家族，於芙蓉山擁有十多萬呎土地，種滿菠蘿。由於葉錦全是荃灣全完堂的值理，春三園在戰前是教會聚會的地方。海壩村屬雜姓客家村落，海壩葉氏於清朝中葉遷到荃灣，始遷祖是葉昌榮。

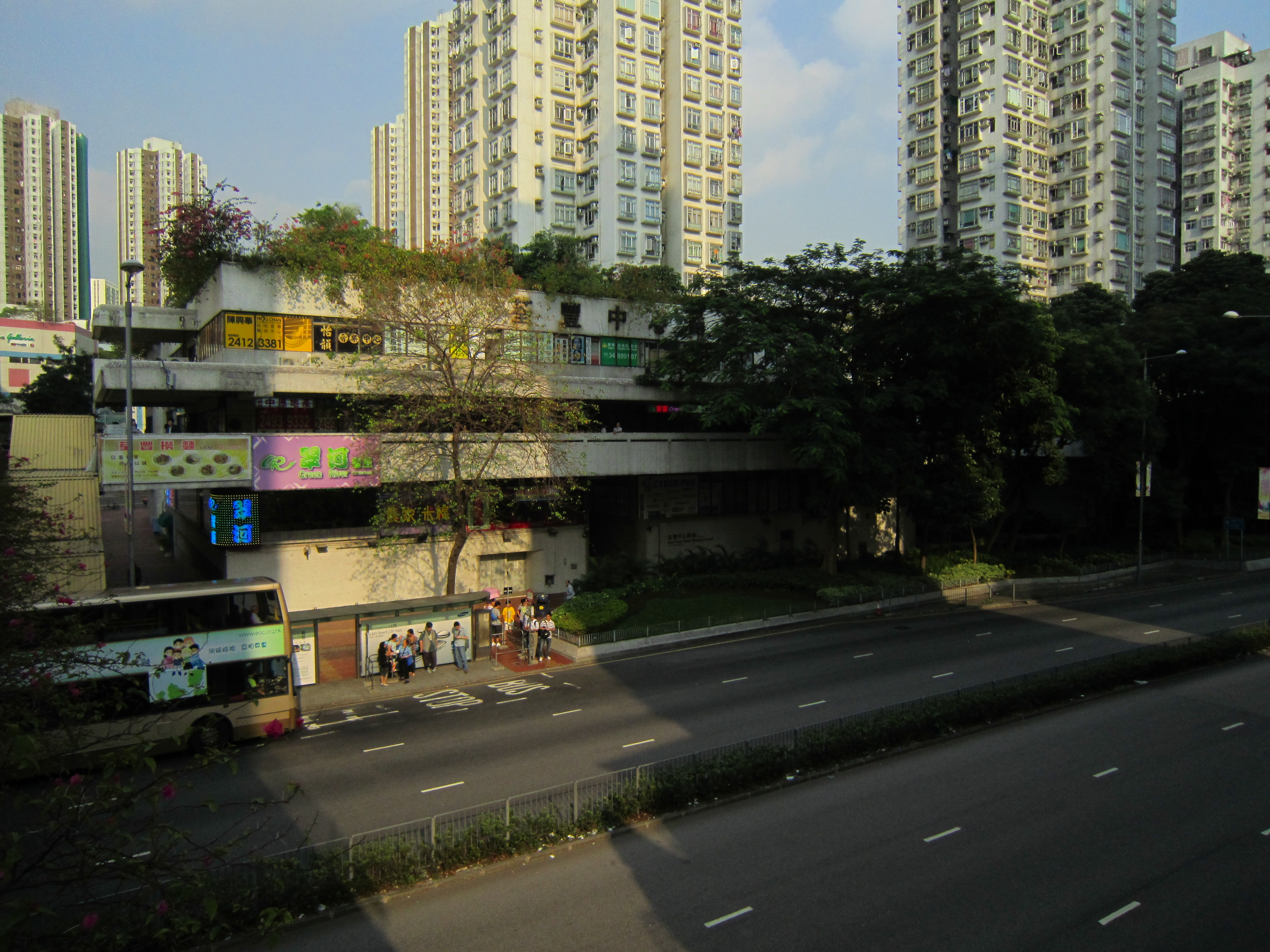
春三園地段在1987年發展成荃豐中心

1941年香港保衛戰，葉氏一家在日軍揮軍南下時與很多其他荃灣鄉民一樣，租用街渡到青衣島避難，僅留下葉錦全留守大宅。在香港日治時期，日軍佔用春三園作為荃灣區憲兵部，並曾作為嚴刑逼供的場地，起初葉錦全遭羞辱地驅逐，一家暫居於芙蓉山的鐵皮屋。於是葉家在戰時暗中提供情報予東江游擊隊，不少家庭成員亦為游擊隊成員。1944年，葉錦全為了掩護游擊隊，在實施燈火管制管間開燈，遭日軍押回憲兵部，幸得憲兵部裡的游擊隊內應擔保始能獲釋。
戰後，香港政府徵用春三園作荃灣警署。1951年，警署遷到城門道（1959年再遷至現今新界南總區總部及行動基地），葉氏才取回大宅。1951年起，春三園其中一幢大屋被改用作幼稚園，錦全幼稚園由葉錦全長子葉雅量創辦，紀念在1945年去世的葉錦全，是荃灣首間幼稚園，有課室和操場。1956年，錦全幼稚園增建新校舍，有新課室四所。1952年，葉錦全侄兒葉德範在春三園另一幢大屋創辦德範幼稚園，設有動物園。1953-59年，葉德範借出春三園旁邊的停車場（現今荃灣多層停車場）建立荃灣商會坊眾診療所。1962年，葉德範於春三園寓所內去世。
1976年，政府收回春三園的地段以興建地鐵荃灣線。1980年代末，葉氏於芙蓉山現址重置春三園，政府亦為春三園建立一個新的牌樓。重置後的春三園是海壩村南台一部份，除葉氏外亦有陳氏居住。

## 葉氏家族
葉錦全（1872-1945）：荃灣著名鄉紳，全完堂領袖之一，協助全完學校及荃灣公立學校創立，日治時期曾是荃灣區區會六名成員之一。
- 葉雅量（長子，？-2001）[19]：全完堂執事，全完第三小學創校校長，錦全幼稚園創校校監，日治時期曾擔任區役所衛生部長。
- 楊寶餘（葉雅量太太，已歿）[20][21]：全完堂執事，錦全幼稚園創校校長、現任校監。
- 葉恩祿（二子，已歿）：戰時中共廣東省區委，經廣東河源準備參加會議時，於日軍掃蕩時去世。
- 葉文秋（三子，1918-2010）[7]：又名葉恩和，東江游擊隊情報員，戰後居於廣州。
- 葉蔚清（長女，1921-~2019）[22][23]：東江游擊隊元朗中隊成員，戰後在九華徑養正學校擔任教師，1957年後居於廣州。
- 葉恩光（四子，~1927-1949）[24]：東江游擊隊成員，戰後因車禍去世。
- 葉恩強（五子，~1931-）東江游擊隊成員
- 葉恩基（二女，~1932-）：丈夫是東江游擊隊成員，戰後曾任廣東台山縣經委主任。
- 葉恩礎（六子，~1935-）：全完堂現任執事
- 葉恩暢（七子，~1937-）：海壩村南台現任村代表，1960年為葉家帶10萬港元捐款過關，以支持中國，但被海關押到廣州審問。
- 葉德範（葉錦全侄兒、何傳耀大伯，1914-1962）[25][26]：荃灣商會創會理事長，德範幼稚園創辦人，新界總商會發起創辦人，荃灣鄉事委員會主席，仁濟醫院籌建委員會召集人。
- 葉恩希（葉錦全侄女、何傳耀太太）[27]

## 外部連結
- 居民代表選舉海壩（南台）（荃灣）的劃定現有鄉村範圍（2019至2022年）

香港日佔時期